# Víctor Méndez
Víctor Felipe Méndez Obando (ur. 23 września 1999 w Valdivii) – chilijski piłkarz występujący na pozycji środkowego lub defensywnego pomocnika, reprezentant Chile, od 2022 roku zawodnik rosyjskiego CSKA Moskwa.